# Hebron (New Hampshire)
Hebron – miasto w Stanach Zjednoczonych, w stanie New Hampshire, w hrabstwie Grafton.